# Tana Bru
Tana Bru, ou Deanu šaldi en same est un village de la commune de Tana, dans le comté de Finnmark, en Norvège. Il compte environ 590 habitants[Quand ?] et est le centre administratif de la kommune de Tana.